# 野村胡堂
野村 胡堂（のむら こどう、1882年（明治15年）10月15日 - 1963年（昭和38年）4月14日）は、日本の小説家・人物評論家。『銭形平次捕物控』の作者として知られる。音楽評論家としての筆名はあらえびす、野村あらえびすとも。本名：野村 長一（のむら おさかず）。娘は作家の松田瓊子。

## 経歴

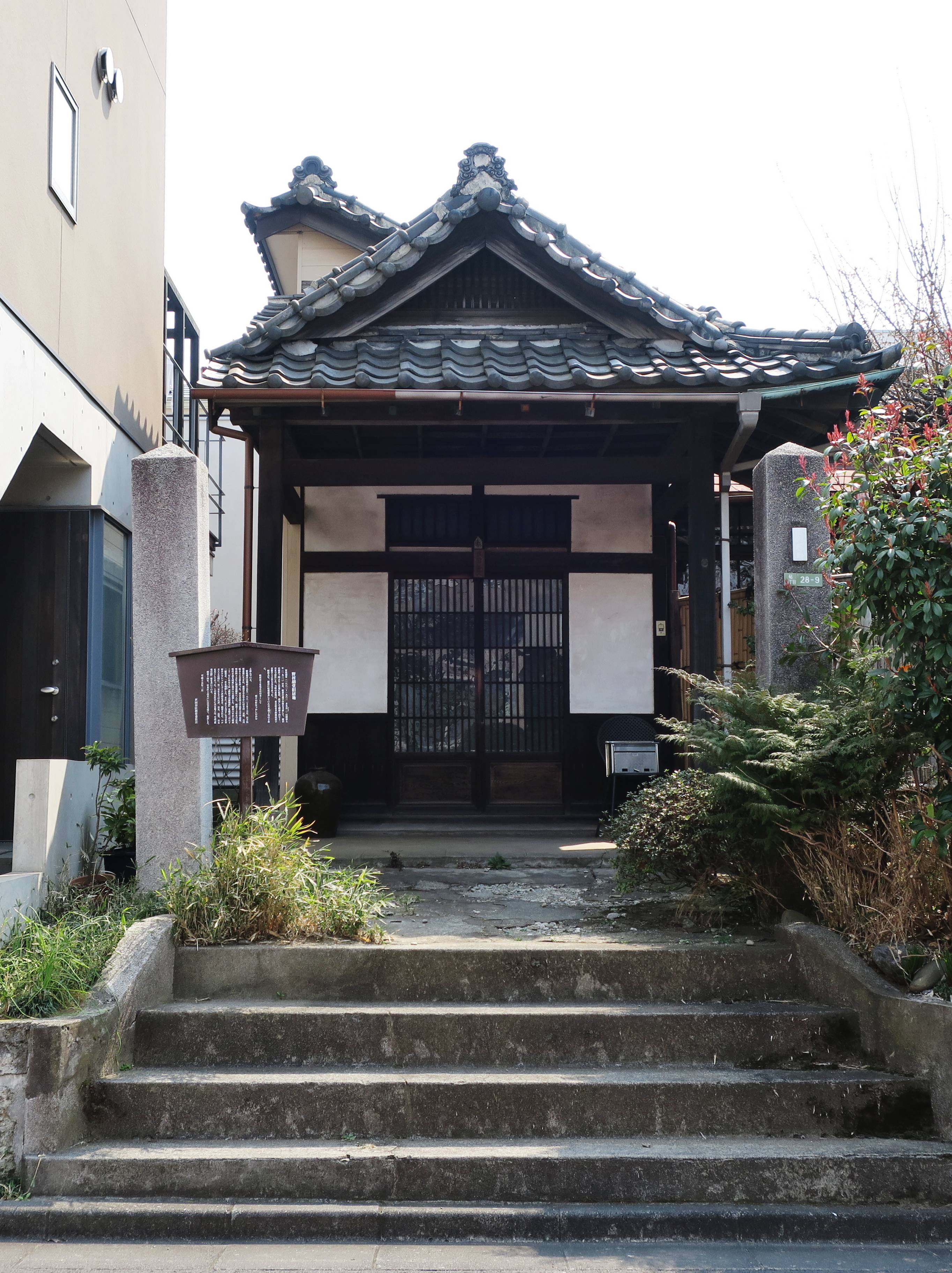
旧居地（東京都世田谷区砧）

- 1882年 - 岩手県紫波郡彦部村（現在の紫波町）に農業を営み後に彦部村長となった父野村長四郎、母マサの次男として生まれる。彦部尋常小学校、紫波高等小学校に学ぶ。高等小学校のときに自宅が全焼するという災難にも見舞われた。小学校時代には『絵本太閤記』や『水滸伝』を熱心に読み、特に『水滸伝』の登場人物の一人で腰の錦袋を探っての投石を得意とした没羽箭張清は、のちに銭形平次の投げ銭を考案するときのヒントにした[13]。
- 1896年 - 盛岡中学校（現岩手県立盛岡第一高等学校）に入学。同窓生には生涯付き合いが続く金田一京助がいた。金田一は胡堂の葬儀委員長を務めた。また、下級生に石川啄木が在籍しており、やはり同窓生だった及川古志郎に紹介されて知り合った[14]。胡堂は啄木に俳句・短歌の手ほどきをしたと言われており、ともに校友会雑誌の編集を手掛けた。4年生だった1901年3月に、教員間の紛争（岩手県出身の教員が、他地域出身の教員を冷遇した）是正を掲げて4年生と3年生が同盟休校（学校騒動）を断行した際、4年生の首謀者を務めたとされる[15]。5年生の1901年には啄木らとともに短歌会「白羊会」を結成してそのメンバーとなった（筆名は「右近」）[16]。
- 1907年 - 第一高等学校を経て、東京帝国大学法科大学に入学するが、父親の死亡により学資が続かず退学し、『報知新聞』を発行する報知社に入社して政治部に配属された。同紙に人物評論欄「人類館」を連載し、このとき「胡堂」を号とした。また、「あらえびす」の筆名でレコード評論等も執筆した。社会部夕刊主任、社会部長、調査部長兼学芸部長、編集局相談役を歴任。また、デビュー間もない江戸川乱歩に「写真報知」誌へ多数の短編を執筆させており、交友は自身も作家となって以降も終生続いた。
- 1916年 - 3月16日次女松田瓊子誕生｡
- 1931年 - 文藝春秋発行の『文藝春秋オール讀物號』創刊号に捕物帳の執筆を依頼され、銭形平次を主人公にした「金色の処女」を発表、『銭形平次捕物控』の第1作目であった。これ以降、第二次大戦を挟んで1957年までの26年間、長編・短編あわせて383編を書いた。
- 1949年 - 捕物作家クラブが結成され、初代会長に就任する。後に「日本作家クラブ」と改名して会長を継続[17]。
- 1956年 - 自らの著書を寄贈して紫波町彦部に胡堂文庫（後に紫波町中央公民館図書室として紫波町が運営し、現在は紫波町図書館として継続）を設立、故郷の教育に貢献している。1963年には、紫波町に、銭形記念図書館も設け、蔵書の一部を寄贈している。
- 1963年2月 - 死の直前、私財のソニー株約1億円を基金に財団法人野村学芸財団を設立。同財団は、経済面で学業継続が困難になった学生等への奨学金の交付を目的のひとつとしており、これは学資の問題で学業を断念した胡堂の経験が背景になっている。
- 1963年4月14日 - 肺炎のため東京都杉並区上高井戸の自宅で死去[18]。享年80。墓所は多磨霊園[19]。1970年に日本作家クラブによって銭形平次の記念碑が神田明神境内に建立された。
- 生前は武鑑やレコードの収集家として著名である。約40年間、1万3000枚ものレコードを、堅牢な収納庫で保管していた。1956年には、レコード1万枚を東京都に寄贈し、1963年には、武鑑600冊を含む古典籍960点余りを東京大学史料編纂所に寄贈した。
- 1995年に野村胡堂・あらえびす記念館が紫波町にできた[20]。
- 2016年4月24日 - 没後53年目に当たるこの年、自らが創立し、改名後も会長も続けた日本作家クラブが創設した第1回あらえびす文化賞特別賞を受賞。胡堂原作『銭形平次』のテレビドラマで、ギネスブックにも最長のドラマとして認定された大川橋蔵主演の『銭形平次』が放映開始50周年を機に、あらえびす文化賞に選ばれ、顕彰されたのに合わせ、原作者の野村胡堂、ドラマ主題歌を歌った歌手の舟木一夫も特別賞として表彰された。表彰状は、胡堂の孫で、著作権継承者でもある野村学芸財団理事の住川碧が受け取った。

## 「あらえびす」の由来
1938年発行の『レコード音楽』昭和13年3月号に、読者からの投書に答える形で、次のように述べている。
「ところで震災の前の年から私は美術と音楽のことも書くやうになつた。さうなると胡堂といふ名では少々堅苦しい感じがあるので、何か他の名を考へることにしたのが抑々あらえびすの名の出来るきつかけだつた。有名な浄瑠璃の「袖萩祭文」の中で「奥州のあらゑびす……」云々と阿倍貞任が威張るくだりがあるが、胡堂の胡がそのあらゑびすに相当するので（ゑびすに「にぎゑびす」即ち熟蛮と「あらゑびす」即ち生蛮の二種がある、その荒つぽい方なのである）ゑはえに変えて、斯くして茲にあらえびすの名が誕生を見た次第だ。柔く平仮名で書いた」（『証言―日本洋楽レコード史（戦前編）』掲載）

## 作品・著作

### 一般 （野村長一名義）
- 『二万年前：科学小説』（大明堂書店 1922年）[21]

### 一般 （野村胡堂名義）
- 『銭形平次捕物控』（毎日新聞社）

再刊は新潮文庫、富士見時代小説文庫、嶋中文庫ほか
一部（傑作選）は光文社・PHP・講談社・中公・文春の各文庫
- 『太郎の旅』（子供の科学社 1926年）
- 『美男狩』（平凡社 1929年） のち講談社文庫大衆文学館
- 『踊る美人像』（文芸倶楽部 1930年）
- 『火星探險』（平凡社（少年冒険小説全集）1930年）
- 『奇談クラブ』（四条書房 1931年）、河出書房新社（2018年）
- 『三万両五十三次』（中央公論社 1934年） のち新潮文庫、中公文庫
- 『戊辰戦役』（維新歴史小説全集 第10巻 改造社 1935年）
- 『万五郎青春記』（昭和長篇小説全集 第10巻 新潮社 1935年）
- 『左門恋日記』（春陽堂書店（日本小説文庫） 1937年）
- 『芳年写生帳 胡堂奇談集』（春陽堂書店 1939年）
- 『変化七小町 野村胡堂奇談集』（春陽堂書店 1939年）
- 『池田大助功名帖』（学芸社 1941年）
- 『隠密縁起』（春陽堂書店 1941年）
- 『隠密捕物帖』（今日の問題社 1941年）
- 『南海復讐王』（学芸社（野村胡堂名作選） 1941年）
- 『大名の娘』（学芸社（野村胡堂名作選） 1941年）
- 『轟半平』（学芸社 1942年）
- 『人柱印旛沼』（学芸社 1942年）
- 『剣侠大道寺数馬 野村胡堂武侠探偵名作選』（大道書房 1942年）
- 『馬子唄六万石』（大道書房 1942年）
- 『殿様行状記』（大都書房 1942年）
- 『燃ゆる名城』（六芸社 1943年）
- 『磯川兵助功名噺』（開明社 1946年）
- 『娘軽業師 池田大助捕物日記』（近代社 1946年）
- 『百唇の譜』（玄々社 1946年）
- 『悪魔の王城』（野村胡堂・冒険小説名作選 愛育社 1947年）
- 『有徳人殺害 銭形平次捕物控』（報知出版社 1947年）
- 『風流活人剣』（矢貴書店 1947年）
- 『涙の弾奏』（地平社 1948年）
- 『和蘭八郎』（鷺ノ宮書房 1948年）
- 『水中の殿堂』（駿台書房 1948年）
- 『天才兄妹』（駿台書房 1948年）
- 『町人十万石』（矢貴書店 1948年）
- 『見代り紋三』（世間書房 1948年）
- 『代作恋文』（奇談クラブ アポロ出版社 1948年）
- 『腕競べ道中双六』（鷺ノ宮書房 1949年）
- 『怪盗系図 捕物長篇 銭形平次捕物控』（矢貴書店 1949年）
- 『大宝窟』（光文社 1950年）
- 『スペードの女王』（光文社 1950年）
- 『野村胡堂全集』（全6巻 光文社（痛快文庫） 1950年）
- 『お竹大日如来』（奇談クラブ 高志書房 1950年）
- 『二人銀之介』（東方社 1950年）
- 『野村胡堂捕物名作選集』（全5巻 矢貴書店 1950年）
- 『風雲一代男 奇傑金忠輔』（湊書房 1951年）
- 『不義士右門』（東方社 1951年）
- 『無間の鐘 銭形平次捕物帖』（湊書房 1951年）
- 『甲武信岳伝奇』（文芸図書出版社 1951年）
- 『遊侠八変化』（東方社 1951年）
- 『花吹雪東海道』（鷺ノ宮書房 1951年）
- 『大江戸黄金狂』（東方社 1951年）
- 『面会謝絶　胡堂対あらえびす』（乾元社 1951年）
- 『助太刀小伝次』（東方社 1952年）
- 『地獄の門』（文芸図書出版社（時代小説新作全集） 1952年）
- 『作右衛門の胆つ玉』（東方社 1952年）
- 『恋の不老不死』（東方社 1952年）
- 『風流大々名』（東方社 1952年）
- 『月下の密使』（偕成社 1953年）
- 『幻術影法師』（偕成社 1953年）
- 『怪盗黒頭巾』（偕成社 1953年）
- 『乞食大名』（偕成社 1953年）
- 『南蛮魔術』（偕成社 1953年）
- 『大江戸の最後』（偕成社 1953年）
- 『ロボット城』（偕成社 1953年）
- 『神変東海道』（偕成社 1953年）
- 『柳生秘帖　野村胡堂選集』（偕成社 1953年）
- 『ごろつき侍』（同光社磯部書房 1953年）
- 『大盗日本左衛門』（桃源社 1953年）
- 『銭形平次捕物全集』（全50巻 同光社磯部書房 1953-55年）
- 『江戸の夜明け』（桃源社 1953年）
- 『お化け若衆』（東方社 1953年）
- 『娘捕物帖』（偕成社 1954年）
- 『随筆平次の横顔』（要書房 1954年）
- 『随筆銭形平次』（銭形平次捕物全集別巻 同光社 1954年） のち旺文社文庫
- 『お七狂恋』（桃源社 1954年）
- 『臍の兵助』（和同出版社 1954年）
- 『風雲一代男』（東方社 1954年）
- 『池田大助捕物全集』（全10巻 同光社 1954-56年）
- 『コーヒーの味』（東方新書 1955年）
- 『たばこの煙』（東方新書 1955年）
- 『銭形平次捕物全集』（全17巻 河出書房 1956年）
- 『野村胡堂作品集』（全10巻 東方社 1957-58年）
- 『胡堂百話』（角川書店 1959年） のち中公文庫
- 『野村胡堂集　少年小説大系第23巻』 （瀬名尭彦編、三一書房、1992年）
- 『野村胡堂探偵小説全集』（末国善己編 作品社、2007年）
- 『野村胡堂伝奇幻想小説集成』（末国善己編、作品社、2009年）

### 少年少女小説 （野村胡堂名義）
参照：二上洋一『少年小説の系譜』（幻影城、1978年）
- 梵天丸五郎（『少年少女譚海』1929年9月-1931年3月／講談社 1931年5月）
- 岩窟の大殿堂（『少年世界』1930年1月-1931年7月／偕成社 1954年 のちソノラマ文庫）
- 地底の都 （『少年倶楽部』1932年1月-12月／偕成社 1953年 のち少年倶楽部文庫）
- 悪魔の王城（『少年世界』1932年1月-12月／偕成社 1954年）
- 金銀島（『少女倶楽部』1933年1月-12月／ 愛育社 1947年3月 (野村胡堂・冒険小説名作選)）
- 六一八の秘密（『少女倶楽部』1935年1月-12月／ 長隆舎書店 1942年 (胡堂・防諜冒険小説名作選) のちソノラマ文庫）
- スパイの女王（『少女倶楽部』1938年1月-12月／大日本雄辯會講談社 1939年1月）
- 江戸の紅葵（『新少年』不明／ 偕成社 1954年）
- 怪奇傀儡城（『少年少女譚海』不明（傀儡城　 胡堂・防諜冒険小説名作選 長隆舎書店 1942年）
- 都市覆滅団（不明／ 光文社 1950年）

### 音楽 （野村あらえびす名義）
- 『蓄音機とレコード通』（野村あらえびす 四六書院 1931年）
- 『バッハからシューベルト』（あらえびす 名曲堂 1925年 )
- 『バッハからシューベルト』 (あらえびす 増補改訂版 レコード音楽社 1937年）
- 『レコードによるロマン派の音楽』（あらえびす レコード音楽社 1937年）
- 『古典音楽』（野村あらえびす レコード音楽社 1937年）
- 『珍品レコード』「珍品レコード序言」「珍品レコードと思ひ出のレコード」（あらえびす共著； 初版グラモフィル社 1940年、/ 重版(復刻版) グラモフィル社編・ ㈲レコード社 1972年）
- 『楽聖物語』（レコード音楽社 1941年、/復刻版・電波新聞社 1987年）、/のち音楽之友社、/角川文庫でも刊行
  - 『クラシック名盤 楽聖物語』（河出書房新社、2015年）
- 『解説 運命交響曲』（野村あらえびす 東京楽譜出版社（音楽文化叢書） 1947年）
- 『名曲決定盤』（あらえびす 中央公論社 1949年、改訂版・1979年/中公文庫（上下） 1981年）
  - 改訂版『名曲決定盤（上）　器楽・室内楽篇』、『名曲決定盤（下）　声楽・管弦楽篇』（中公文庫、2015年6・7月）
- 『紙上音楽会 レコードの選び方』（野村あらえびす 日本音楽雑誌株式会社 1946年、音楽之友社（音楽文庫） 1953年）
- 『音楽は愉し』（野村あらえびす 音楽之友社（音楽文庫） 1953年/改訂版・音楽之友社、2014年）